# کلود پروسدوسیمی
کلود پروسدوسیمی (انگلیسی: Claude Prosdocimi; ۱۱ ژوئیهٔ ۱۹۲۷ – ۱۴ دسامبر ۲۰۱۶) بازیکن فوتبال، و سرمربی (فوتبال) اهل فرانسه بود.
از باشگاه‌هایی که در آن بازی کرده‌است می‌توان به باشگاه فوتبال استاد رنس اشاره کرد.